# Camaron rebosado
Camaron rebosado là món tôm tẩm bột chiên giòn trong ẩm thực Philippines. Nó thường được dùng với nước sốt chua ngọt và là món ăn phổ biến trong ẩm thực Philippines.

## Từ nguyên
Thuật ngữ camaron rebosado bắt nguồn từ tiếng Tây Ban Nha camarón ("tôm"); và rebosar (ban đầu là "nổi bọt, tràn", nhưng có nghĩa là "tẩm bột" trong tiếng Tagalog). Mặc dù có tên tiếng Tây Ban Nha, món ăn này lại là món của người Philippines gốc Trung Quốc, ban đầu được giới thiệu bởi những người Trung Quốc di cư đến Philippines.

## Chuẩn bị

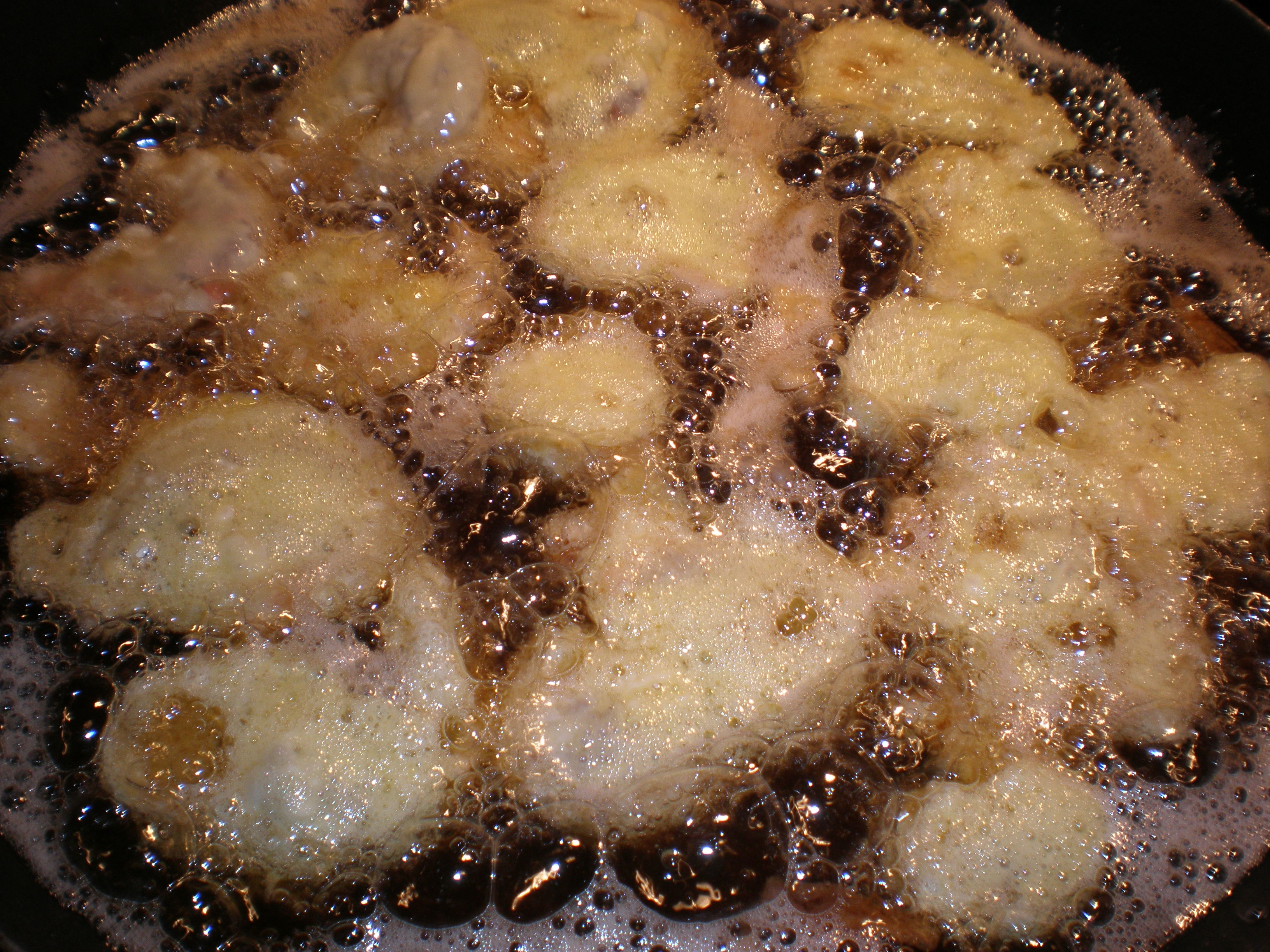
Camaron rebosado khi chiên.

Camaron rebosado chế biến bằng cách loại bỏ đầu và đuôi tôm. Sau đó, cắt lát theo chiều dọc lưng và phết bơ, phần tĩnh mạch được cắt bỏ. Sau đó, tôm được ướp trong vài phút với hỗn hợp nước ép quất, muối, tiêu, tỏi và các gia vị khác. Bột được trộn với trứng, tiêu, tinh bột ngô hoặc bột nở và nước. Tôm phủ đều bột sau đó chiên trong dầu nóng. Ngoài ra có cách chế biến khác là tôm phủ trong vụn bánh mì trước khi chiên.
Camaron rebosado theo truyền thống thường dùng với nước sốt chua ngọt (agre dulce). Nước sốt được đổ lên trên tôm đã chế biến hoặc dùng làm xốt chấm. Nó dùng với nước tương và nước ép quất (toyomansi), sốt mayonnaise tẩm tỏi hoặc xốt cà chua và xốt chuối.
Camaron rebosado tương tự như món tempura của Nhật Bản, mặc dù tempura sử dụng một loại bột nhẹ hơn được ướp lạnh trước khi chiên.

## Biến thể
Camaron rebosado con jamon (đánh vần là camaron rebosado con hamon) là một biến thể của món ăn bao gồm thịt nguội quấn quanh tôm trong quá trình chế biến. Nó là một món ăn truyền thống ở quận Binondo của Manila, khu phố người Hoa của thành phố.